# Mycetophagus fulvicollis
Mycetophagus fulvicollis is een keversoort uit de familie boomzwamkevers (Mycetophagidae). De wetenschappelijke naam van de soort werd in 1793 gepubliceerd door Johann Christian Fabricius.
De soort komt vrijwel in het gehele Palearctisch gebied voor, al is hij ook schaars in grote delen. In 2012 werd de soort voor het eerst waargenomen in Nederland.